# 三宝

三宝のシンボル

チベットの旗では、中央下部に三宝が描かれている。

三宝（さんぼう、さんぽう、梵: ratna-traya, trīṇi ratnāni）とは、仏教における「仏・法・僧」（ぶっぽうそう）と呼ばれる3つの宝物を指し、仏陀（釈迦）と法（ダルマ）と僧伽（そうぎゃ、さんが）のこと。この三宝に帰依し、その上で授戒することで正式に仏教徒とされる。なお、3つという数については、3を聖数とする習俗や信仰とのかかわりも指摘されている。
上座部仏教においては、涅槃を独自に発見した「仏」、その仏の説いた教え「法」、その教えを受けることで四向四果に達した者の集団である「僧伽」、であるとされる。ただし、一般には出家比丘の集団がサンガと同一視される。
聖徳太子が制定したと言われる「十七条憲法」には、第二番目の条項に「篤く三宝を敬え。三宝とは仏と法と僧となり」という文言がみられる。

## 上座部仏教
三帰依（Saraṇataya）、三帰依文とは、三宝を崇め、仏教に帰依したことを唱える文である。

Buddhaṃ saraṇaṃ gacchāmi

Dhammaṃ saraṇaṃ gacchāmi

Saṅghaṃ saraṇaṃ gacchāmi

Dutiyampi buddhaṃ saraṇaṃ gacchāmi

Dutiyampi dhammaṃ saraṇaṃ gacchāmi

Dutiyampi saṅghaṃ saraṇaṃ gacchāmi

Tatiyampi buddhaṃ saraṇaṃ gacchāmi

Tatiyampi dhammaṃ saraṇaṃ gacchāmi

Tatiyampi saṅghaṃ saraṇaṃ gacchāmi

私は、仏陀（ブッダ）に帰依します。

私は、法（ダンマ）に帰依します。

私は、僧伽（サンガ）に帰依します。

二度（にたび）、私は、仏陀に帰依します。

二度（にたび）、私は、法に帰依します。

二度（にたび）、私は、僧伽に帰依します。

三度（みたび）、私は、仏陀に帰依します。

三度（みたび）、私は、法に帰依します。

三度（みたび）、私は、僧伽に帰依します。

預流果に達した者は、三宝に対して対して完璧な信頼を具備しているとされる（四預流果支）。

## 大乗仏教
大乗仏教においては、悟りの体現者である「仏」（釈迦、如来など）、仏の説いた教えを集大成した「法」、法を学ぶ仏弟子の集団である「僧伽」、といった理解がもっとも一般的である。ほかに、「仏」を仏像、「法」を経巻、「僧」を出家者、と捉える理解もある。
ただし絶対神に対する「信仰」が基礎となるアブラハムの宗教のユダヤ教・キリスト教・イスラム教と違い、仏教においては三宝に対する「帰依」（拠り所にするという意味）が強調される。
なお、中国や日本では出家者個人のことを「僧」（あるいは「僧侶」）とする解釈が生じて、本来の僧伽とは違った意味で用いられるようになる。（詳細は僧を参照。）
三宝を仏・法・僧の3者に分けて捉えることを別相三宝というが、これに対して3者とも真如に発するため1つのものであると捉える一体三宝、仏像・経巻・出家僧の3者と捉える住持三宝という概念も存在する。大乗の『大般涅槃経』では、仏・法・僧の三宝は一体であって本来は区別されるものではなく、如来常住を説く法もまた常住であり、僧もまた常住である、と説く。また、そのために如来は一帰依処として三宝に差別（三差別）は無いと説いている。
その他に、佛宝を「諸如来」、法宝を「大乗経」、僧宝を「諸菩薩」とし、密教的に解釈すればこの三宝は佛部・蓮華部・金剛部の三部である。

## 道教
老子三宝
道教の思想的な「三宝」は、老子曰く「我に三宝有り。持して之を保つ。一に曰く、慈。二に曰く、倹。三に曰く、敢て天下の先と為らず。（我有三寶，持而保之。一曰慈，二曰儉，三曰不敢為天下先。）」
経教による三宝
道（太上無極大道），經（三十六部尊經），師（玄中大法師）